# The Girl and the Cowboy

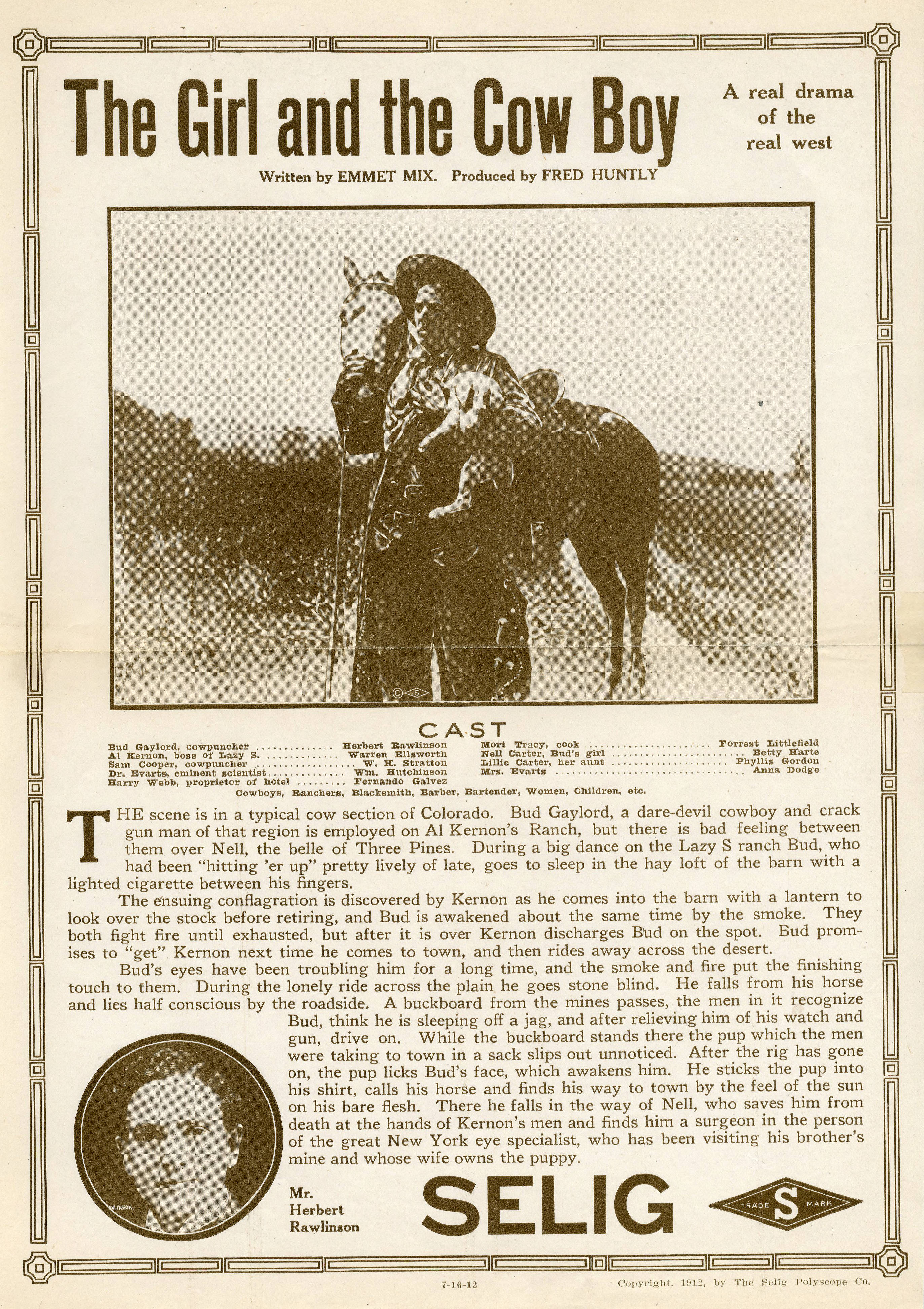
Volantino promozionale del film

The Girl and the Cowboy (The Girl and the Cow Boy) è un cortometraggio muto del 1912 diretto da Fred Huntley.

## Produzione
Il film fu prodotto dalla Selig Polyscope Company.

## Distribuzione
Distribuito dalla General Film Company, il film - un cortometraggio di una bobina - uscì nelle sale cinematografiche statunitensi il 16 luglio 1912.